# Румфи
Румфи е една от 28-те области на Малави. Разположена е в северния регион на страната, граничи със Замбия и има излаз на езерото Малави. Столицата на областта е град Румфи, площта е 4560 км², а населението (по преброяване от септември 2018 г.) е 229 161 души.